# Goliardo Padova
Goliardo Padova (Casalmaggiore, 3 luglio 1909 – Parma, 2 maggio 1979) è stato un pittore italiano.

## Biografia
Studiò inizialmente presso l'Istituto d'Arte di Parma e fu allievo di Guido Marussig. Si trasferì a Milano dove si diplomò all'Accademia di Brera sotto gli insegnamenti di Riccardo Palanti.
Nel 1931 aderì alla corrente artistica del chiarismo ed ebbe come amici Angelo Del Bon, Umberto Lilloni e Adriano Spilimbergo. Espose per la prima volta alla Triennale di Monza e dal 1939 al 1941 partecipò al Premio Bergamo.
Durante la guerra venne deportato in Germania e al ritorno in Italia aderì al movimento pittorico milanese Corrente, fondato da Ernesto Treccani.
Nel 1946 si trasferì a Casalmaggiore ed abbandonò la pittura l'anno seguente. Solo nel 1955 riprese l'attività di pittore, passando al surrealismo e all'informale.
Nel 1961 si trasferì a Parma, dove morì nel 1979.